# 長老制
長老制（英語：Presbyterian polity，或稱代議制、議會制）由約翰·加爾文所提倡，主張教會是由信徒群眾所組成，是一個以議會形式管理地區教會的制度。長老宗教會中設主牧（Pastor）、傳道（Minister）、執事（Deacon）、長老（Elder），共同處理教會事務。
長老是由各分堂信徒群眾選出，組成總會，並由總會來統轄各個地方教會，非常類似代議民主。
歸正宗與長老宗實行長老制，而有些實行長老制的教會所實行的規章則與歸正宗與長老宗略有不同。

## 其他教派
一般長老是由會眾選出來的平信徒，且義務為教會工作，不受薪的；但有些教會中長老可以領車馬費或鐘點費，有部份靈恩派教會，長老也和牧師一樣有固定薪資。
一些人數較少的教會一般只設牧師，或者認為牧師也可以兼任長老的工作，因此不另設長老。
有些新教教派的牧師也稱為長老，天主教和東正教的司鐸有時會被譯為長老，但其實是修士的一種。

## 引用
1. ↑  .   [2021-04-17]. （原始内容存档于2014-05-29）.